# Isla Gareloi
La isla Gareloi (en aleutiano: Anangusix) es una isla volcánica que forma parte de las islas Delarof, un subgrupo de las Islas Andreanof, en las islas Aleutianas, en el suroeste de Alaska, Estados Unidos. La isla se encuentra entre el paso Tanaga y el paso Amchitka.
La isla tiene unos 10 kilómetros de largo por 8 de ancho. Con una superficie de 67,2 km² es la más grande del grupo de las Delarof. La isla está presidida por el monte Gareloi, un estratovolcán, que se encuentra en el centro de la isla y que se eleva hasta los 1.573 m s. n. m. Su última erupción fue en 1996. La isla está deshabitada, como el resto del grupo de las Delarof.